# Jay Berger
Jay Berger (* 26. November 1966 in Fort Dix, New Jersey) ist ein ehemaliger US-amerikanischer Tennisspieler.

## Karriere
Berger spielte von 1986 bis 1991 auf der ATP Tour. Er musste seine Profikarriere am Anfang der Saison 1991 aufgrund chronischer Knieschäden und einer verpfuschten Operation beenden. In der Weltrangliste erreichte er seine höchsten Positionen mit Rang sieben im Einzel am 16. April 1990 und mit Rang 196 im Doppel am 14. November 1988. Er gewann drei Titel im Einzel und einen weiteren im Doppel. 1988 und 1990 bestritt er je eine Einzelpartie für die Davis-Cup-Mannschaft der Vereinigten Staaten, die er beide gewann. Damit gehörte er zum US-amerikanischen Aufgebot, das in der Saison 1990 den Titel gewann.
Im Jahr 1985 zeichnete das Tennis-Magazin Berger als „Junior Player of the Year“ aus und vom Olympischen Komitee wurde er zum „Sportsman of the Year“ gewählt. Die Florida Hall of Fame nahm ihn 1993 auf. 2001 wurde er in die Greater Miami-Dade Hall eingeführt.
Er absolvierte die Clemson University.

## Erfolge
| Legende                       |
| Grand Slam                    |
| Tennis Masters Cup            |
| ATP Masters Series            |
| ATP International Series Gold |
| ATP International Series (4)  |
| ATP Challenger Series (1)     |

### Einzel

#### Turniersiege

##### ATP Tour
| Nr. | Datum             | Turnier      | Belag     | Finalgegner        | Ergebnis |
| --- | ----------------- | ------------ | --------- | ------------------ | -------- |
| 1.  | 10. November 1986 | Buenos Aires | Sand      | Franco Davín       | 6:3, 6:3 |
| 2.  | 31. Oktober 1988  | São Paulo    | Hartplatz | Horacio de la Peña | 6:4, 6:4 |
| 3.  | 8. Mai 1989       | Charleston   | Sand      | Lawson Duncan      | 6:4, 6:3 |

##### Challenger Tour
| Nr. | Datum              | Turnier   | Belag | Finalgegner  | Ergebnis      |
| --- | ------------------ | --------- | ----- | ------------ | ------------- |
| 1.  | 22. September 1986 | West Palm | Sand  | Mark Buckley | 4:6, 6:4, 6:2 |

#### Finalteilnahmen
| Nr. | Datum             | Turnier        | Belag     | Finalgegner            | Ergebnis       |
| --- | ----------------- | -------------- | --------- | ---------------------- | -------------- |
| 1.  | 16. November 1987 | Buenos Aires   | Sand      | Guillermo Pérez Roldán | 2:3 aufgg.     |
| 2.  | 7. August 1989    | Indianapolis   | Hartplatz | John McEnroe           | 4:6, 6:4, 4:6  |
| 3.  | 20. November 1989 | Itaparica      | Hartplatz | Martín Jaite           | 4:6, 4:6       |
| 4.  | 20. November 1989 | Kanada Masters | Hartplatz | Michael Chang          | 6:4, 3:6, 6:72 |

### Doppel

#### Turniersiege
| Nr. | Datum            | Turnier   | Belag     | Partner            | Finalgegner                  | Ergebnis      |
| --- | ---------------- | --------- | --------- | ------------------ | ---------------------------- | ------------- |
| 1.  | 31. Oktober 1988 | São Paulo | Hartplatz | Horacio de la Peña | Ricardo Acuña Javier Sánchez | 5:7, 6:4, 6:3 |

#### Finalteilnahmen
| Nr. | Datum             | Turnier      | Belag | Partner            | Finalgegner                  | Ergebnis |
| --- | ----------------- | ------------ | ----- | ------------------ | ---------------------------- | -------- |
| 1.  | 16. November 1987 | Buenos Aires | Sand  | Horacio de la Peña | Sergio Casal Tomás Carbonell | kampflos |

## Grand-Slam-Bilanz

### Einzel
| Turnier         | 1991 | 1990 | 1989 | 1988 | 1987 | 1986 | 1985 |
| --------------- | ---- | ---- | ---- | ---- | ---- | ---- | ---- |
| Australian Open | 3R   | —    | —    | —    | —    | —    | —    |
| French Open     | —    | 1R   | VF   | 2R   | 3R   | —    | —    |
| Wimbledon       | —    | —    | —    | 2R   | —    | —    | —    |
| US Open         | —    | AF   | VF   | 2R   | 2R   | 2R   | AF   |

Ziffer = x. Runde,
AF = Achtelfinale,
VF = Viertelfinale,
HF = Halbfinale,
F = Finale,
S = Sieg

### Doppel
| Turnier         | 1991 | 1990 | 1989 | 1988 | 1987 | 1986 | 1985 |
| --------------- | ---- | ---- | ---- | ---- | ---- | ---- | ---- |
| Australian Open | —    | —    | —    | —    | —    | —    | —    |
| French Open     | —    | —    | —    | —    | —    | —    | —    |
| Wimbledon       | —    | —    | —    | —    | —    | —    | —    |
| US Open         | —    | 2R   | 2R   | 2R   | 3R   | —    | —    |

Ziffer = x. Runde,
AF = Achtelfinale,
VF = Viertelfinale,
HF = Halbfinale,
F = Finale,
S = Sieg